# هاري بريدغز
هاري بريدغز (بالإنجليزية: Harry Bridges)‏ هو نقابي أسترالي، ولد في 28 يوليو 1901 في ملبورن في أستراليا، وتوفي في 30 مارس 1990 في سان فرانسيسكو في الولايات المتحدة.

## وصلات خارجية
- هاري بريدغز على موقع IMDb (الإنجليزية)
- هاري بريدغز على موقع الموسوعة البريطانية (الإنجليزية)